# Epicauta assamensis
Epicauta assamensis is een keversoort uit de familie van oliekevers (Meloidae). De wetenschappelijke naam van de soort werd in 1871 als Cantharis assamensis gepubliceerd door Charles Owen Waterhouse.